# Xerosecta explanata
Caragouille des dunes
Espèce
Répartition géographique
Statut de conservation UICN

 EN  : En danger
Xerosecta explanata, le Caragouille des dunes, est une espèce de mollusques gastéropodes de la famille des Hygromiidae. 
Elle vit dans les dunes du littoral méditerranéen et est considérée en danger par l'UICN.

## Description
Xerosecta explanata est un petit escargot d‘un centimètre de long. 
Il vit dans les dunes littorales se nourrissant de débris végétaux ou de lichen. Il se déplace quand tombe la fraicheur.

## Répartition
Cette espèce peuple les littoraux méditerranéens français et valencien. Les populations héraultaises représentent 70 % de la population mondiale.